# Избори за Републичко вијеће Скупштине НР Црне Горе 1953.
Избори народних посланика за Републичко вијеће Народне скупштине Народне Републике Црне Горе су оржани на дан 22. новембра 1953.